# Zhang Ling
Zhang Ling (chinês: 张灵, pinyin: Zhāng Líng; Xangai, 27 de fevereiro de 1997) é uma remadora chinesa, campeã olímpica.

## Carreira
Ling conquistou a medalha de ouro nos Jogos Olímpicos de Verão de 2020 em Tóquio com a equipe da China no skiff quádruplo feminino, ao lado de Chen Yunxia, Lü Yang e Cui Xiaotong, com o tempo de 6:05.13.